# Prudîșce, Iampil
Prudîșce (în ucraineană Прудище) este un sat în așezarea urbană Iampil din regiunea Sumî, Ucraina.

## Demografie
Componența lingvistică a localității Prudîșce
     Ucraineană (94,69%)
     Rusă (4,42%)
     Alte limbi (0,44%)
Conform recensământului din 2001, majoritatea populației localității Prudîșce era vorbitoare de ucraineană (94,69%), existând în minoritate și vorbitori de rusă (4,42%).